# Rafał Zawierucha
Rafał Zawierucha (sinh ngày 12 tháng 10 năm 1986) là một diễn viên điện ảnh và diễn viên sân khấu người Ba Lan. Anh nổi tiếng nhất với vai diễn Roman Polanski trong phim Once Upon a Time in Hollywood do Quentin Tarantino đạo diễn vào năm 2019.

## Tiểu sử
Rafał Zawierucha sinh tại Kraków. Anh lớn lên và tốt nghiệp cấp ba ở Kielce. Anh tốt nghiệp Học viện nghệ thuật sân khấu quốc gia Aleksander Zelwerowicz ở Warsaw vào năm 2012.
Rafał Zawierucha diễn xuất trong hàng loạt phim điện ảnh của Ba Lan, bao gồm Gods (Bogowie), Jack Strong, Warsaw 44 (Miasto 44), và trong các sê-ri phim truyền hình như Recipe For Life và Siła wyższa. Năm 2012, anh được nhận đề cử Giải thưởng Vịt vàng cho vai diễn trong phim Księstwo của Andrzej Barański.
Năm 2019, Rafał Zawierucha đóng vai đạo diễn Roman Polanski trong phim Once Upon a Time in Hollywood của Quentin Tarantino.

## Thành tích nghệ thuật
| Năm  | Tựa đề                        | Vai diễn          | Ghi chú                |
| ---- | ----------------------------- | ----------------- | ---------------------- |
| 2011 | Recipe for Life               | Kuba              | sê-ri phim truyền hình |
| 2011 | Księstwo                      | Zbyszek Pasternak |                        |
| 2011 | Siła wyższa                   | Franek            | sê-ri phim truyền hình |
| 2012 | Ostatnie piętro               |                   |                        |
| 2014 | Gods                          | Romuald Cichoń    |                        |
| 2014 | Warsaw 44                     | Người nổi dậy     |                        |
| 2014 | Jack Strong                   | Lính xe tăng      |                        |
| 2014 | Obywatel                      | Đại biểu          |                        |
| 2014 | Wkręceni                      | Người quay phim   |                        |
| 2019 | Once Upon a Time in Hollywood | Roman Polanski    |                        |
| 2019 | The Soviet Sleep Experiment   | Leo Antonoff      |                        |